# Maria Andrén
Maria Cathrina Andrén, född 21 juni 1862 i Skallsjö församling, död 4 juli 1957 i Göteborg, var en svensk träslöjdslärare. Hon var aktiv i Sverige och England åren runt sekelskiftet 1900.

## Biografi
Maria Andrén föddes i Tollered, en liten bruksort i Lerums kommun i Västergötland. Hennes föräldrar ägde en gård och drev ett sågverk. Fadern, Sven Andreasson, var dessutom riksdagsman. Maria Andrén hade en tvillingbror och en yngre syster.
Sommaren år 1887 deltog Maria Andrén, vid 25 års ålder, i en träslöjdskurs på Nääs Slöjdlärarseminarium, som var beläget endast ett par kilometer från barndomshemmet. Efter utbildningen blev hon själv lärare på Nääs vid sju kurstillfällen, fram till år 1890. Hon var en av de kvinnor som höll flest kurser i träslöjd på Nääs.
Otto Salomon, som drev slöjdseminariet och vars slöjdpedagogik var känd internationellt, förmedlade kontakter. Genom hans försorg åkte Maria Andrén till England år 1890, där hon arbetade som slöjdlärare ett par år i Scarborough. Hon tjänstgjorde också vid skolor i Manchester och Liverpool och längst tid var hon slöjdlärare i Bradford. Hon var mycket uppskattad i England. Hon beskrivs av Hans Thorbjörnsson, som forskat om Nääs Slöjdlärarseminarium, som en av Otto Salomons mest framgångsrika lärjungar utomlands.
Det berättas att Maria Andrén kunde vara klädd i folkdräkt när hon undervisade – en tradition som hon hade med sig från Nääs där Otto Salomon uppmuntrade och uppmanade sina kursdeltagare och lärare till att bära folkdräkt både till vardags och till fest. En tidigare elev vid Bradford minns Maria Andrén som en lång kvinna med gott humör. Hon beskrivs också som tålmodig och sympatisk.
Efter trettiosex år i England återvände Maria till Sverige och bosatte sig i Göteborg år 1926. Där avled hon år 1957.